# Anders "Bubben" Burström
Anders "Bubben" Burström, född 21 februari 1949, död 7 september 1994, svensk komiker och musiker från Norrbotten.
Han hade just etablerat sig som stå-upp-komiker när han avled i september 1994, under en TV-inspelning av programmet Duell i Kittelfjäll.
Till hans minne instiftades Bubbenpriset. Instiftarna var bland andra komikerna Ronny Eriksson och Lasse Eriksson, som var vänner till Bubben. Han hade tidigare varit med i grupperna Euskefeurat och Eugen Sandbergs trio, tillsammans med Ronny Eriksson.

### Fotnoter
1. ↑  ”Bubbenpriset till Björn Sjöö” (på svenska). Norrländska socialdemokraten. 18 mars 2009. https://www.nsd.se/nyheter/bubbenpriset-till-bjorn-sjoo-4507759.aspx. Läst 21 november 2019.[död länk]